# Liste der Nummer-eins-Hits in Finnland (1988)
Dies ist eine Liste der Nummer-eins-Hits in Finnland im Jahr 1988. Sie basiert auf den offiziellen Single Top und den Album Top, die im Auftrag von Musiikkituottajat, der finnischen Landesgruppe der IFPI, erstellt werden.

## Singles
| | Liste der Nummer-eins-Hits in Finnland | Liste der Nummer-eins-Hits in Finnland | Liste der Nummer-eins-Hits in Finnland                                       | 1989 →                    |
| \| Zeitraum \| Wo. ges. \| Interpret \| Titel Autor(en) \| Zusätzliche Informationen \| \| (Zeitraum, Wochen auf Platz eins, Interpret, Titel, Autor[en], zusätzliche Informationen) \| \| \| \| \| \| ----------------------------------------------------------------------------------------- \| -------- \| ----------------------------- \| ---------------------------------------------------------------------------- \| ------------------------- \| \| Januar 1988 1 Monat \| 1 \| Pet Shop Boys \| Always on My Mind Mark James, John L. Christopher Jr., Wayne Carson Thompson \| – \| \| Februar 1988 1 Monat \| 1 \| Sleepy Sleepers \| Nykäsen Matti \| – \| \| März 1988 1 Monat \| 1 \| Kylie Minogue \| I Should Be So Lucky Pete Waterman, Matthew James Aitken, Mike Stock \| – \| \| April 1988 1 Monat \| 1 \| Pet Shop Boys \| Heart Neil Francis Tennant, Chris Lowe \| – \| \| Mai 1988 1 Monat \| 1 \| Kylie Minogue \| Got to Be Certain Pete Waterman, Matthew James Aitken, Mike Stock \| – \| \| Juni 1988 1 Monat \| 1 \| Eppu Normaali \| Afrikka, sarvikuonojen maa \| – \| \| Juli 1988 1 Monat \| 1 \| Topi Sorsakoski & Agents \| Vaikene sydän \| – \| \| August 1988 1 Monat \| 1 \| Mory Kanté \| Yeke yeke Mary Kanté \| – \| \| September 1988 1 Monat \| 1 \| J. Karjalainen & Mustat lasit \| Hän \| – \| \| Oktober 1988 1 Monat \| 1 \| Irwin Goodman \| Rentun ruusu \| – \| \| November 1988 1 Monat \| 1 \| Spagna \| I Wanna Be Your Wife \| – \| \| Dezember 1988 1 Monat \| 1 \| Stone \| Back to the Stone Age \| – \| |                                        |                                        |                                                                              |                           |
| |                                        |                                        |                                                                              | → 1989 →                  |
| Zeitraum | Wo. ges.                               | Interpret                              | Titel Autor(en)                                                              | Zusätzliche Informationen |
| (Zeitraum, Wochen auf Platz eins, Interpret, Titel, Autor[en], zusätzliche Informationen) |                                        |                                        |                                                                              |                           |
| Januar 1988 1 Monat | 1                                      | Pet Shop Boys                          | Always on My Mind Mark James, John L. Christopher Jr., Wayne Carson Thompson | –                         |
| Februar 1988 1 Monat | 1                                      | Sleepy Sleepers                        | Nykäsen Matti                                                                | –                         |
| März 1988 1 Monat | 1                                      | Kylie Minogue                          | I Should Be So Lucky Pete Waterman, Matthew James Aitken, Mike Stock         | –                         |
| April 1988 1 Monat | 1                                      | Pet Shop Boys                          | Heart Neil Francis Tennant, Chris Lowe                                       | –                         |
| Mai 1988 1 Monat | 1                                      | Kylie Minogue                          | Got to Be Certain Pete Waterman, Matthew James Aitken, Mike Stock            | –                         |
| Juni 1988 1 Monat | 1                                      | Eppu Normaali                          | Afrikka, sarvikuonojen maa                                                   | –                         |
| Juli 1988 1 Monat | 1                                      | Topi Sorsakoski & Agents               | Vaikene sydän                                                                | –                         |
| August 1988 1 Monat | 1                                      | Mory Kanté                             | Yeke yeke Mary Kanté                                                         | –                         |
| September 1988 1 Monat | 1                                      | J. Karjalainen & Mustat lasit          | Hän                                                                          | –                         |
| Oktober 1988 1 Monat | 1                                      | Irwin Goodman                          | Rentun ruusu                                                                 | –                         |
| November 1988 1 Monat | 1                                      | Spagna                                 | I Wanna Be Your Wife                                                         | –                         |
| Dezember 1988 1 Monat | 1                                      | Stone                                  | Back to the Stone Age                                                        | –                         |

## Alben
| | Liste der Nummer-eins-Hits in Finnland | Liste der Nummer-eins-Hits in Finnland | Liste der Nummer-eins-Hits in Finnland | 1989 →                    |
| \| Zeitraum \| Wo. ges. \| Interpret \| Titel \| Zusätzliche Informationen \| \| (Zeitraum, Wochen auf Platz eins, Interpret, Titel, zusätzliche Informationen) \| \| \| \| \| \| ------------------------------------------------------------------------------ \| -------- \| -------------------------- \| ---------------------------- \| ------------------------- \| \| Januar 1988 1 Monat \| 1 \| Johnny Hates Jazz \| Turn Back the Clock \| – \| \| Februar 1988 1 Monat \| 1 \| AC/DC \| Blow Up Your Video \| – \| \| März 1988 1 Monat \| 1 \| (Verschiedene Interpreten) \| Smash 3 \| – \| \| April 1988 1 Monat \| 1 \| Iron Maiden \| Seventh Son of a Seventh Son \| – \| \| Mai 1988 1 Monat \| 1 \| Aki ja Turo \| Aki ja Turo \| – \| \| Juni 1988 1 Monat \| 1 \| (Verschiedene Interpreten) \| Best 6 \| – \| \| Juli 1988 1 Monat \| 1 \| Eppu Normaali \| Imperiumin vastaisku \| – \| \| August 1988 1 Monat \| 1 \| Billy Idol \| Idol Songs – 11 of the Best \| – \| \| September 1988 1 Monat \| 1 \| Metallica \| …And Justice for All \| – \| \| Oktober 1988 1 Monat \| 1 \| Pet Shop Boys \| Introspective \| – \| \| November 1988 1 Monat \| 1 \| Topi Sorsakoski & Agents \| Pop \| – \| \| Dezember 1988 1 Monat \| 1 \| Richard Clayderman \| Memories \| – \| |                                        |                                        |                                        |                           |
| |                                        |                                        |                                        | → 1989 →                  |
| Zeitraum | Wo. ges.                               | Interpret                              | Titel                                  | Zusätzliche Informationen |
| (Zeitraum, Wochen auf Platz eins, Interpret, Titel, zusätzliche Informationen) |                                        |                                        |                                        |                           |
| Januar 1988 1 Monat | 1                                      | Johnny Hates Jazz                      | Turn Back the Clock                    | –                         |
| Februar 1988 1 Monat | 1                                      | AC/DC                                  | Blow Up Your Video                     | –                         |
| März 1988 1 Monat | 1                                      | (Verschiedene Interpreten)             | Smash 3                                | –                         |
| April 1988 1 Monat | 1                                      | Iron Maiden                            | Seventh Son of a Seventh Son           | –                         |
| Mai 1988 1 Monat | 1                                      | Aki ja Turo                            | Aki ja Turo                            | –                         |
| Juni 1988 1 Monat | 1                                      | (Verschiedene Interpreten)             | Best 6                                 | –                         |
| Juli 1988 1 Monat | 1                                      | Eppu Normaali                          | Imperiumin vastaisku                   | –                         |
| August 1988 1 Monat | 1                                      | Billy Idol                             | Idol Songs – 11 of the Best            | –                         |
| September 1988 1 Monat | 1                                      | Metallica                              | …And Justice for All                   | –                         |
| Oktober 1988 1 Monat | 1                                      | Pet Shop Boys                          | Introspective                          | –                         |
| November 1988 1 Monat | 1                                      | Topi Sorsakoski & Agents               | Pop                                    | –                         |
| Dezember 1988 1 Monat | 1                                      | Richard Clayderman                     | Memories                               | –                         |

Siehe auch: Nummer-eins-Hits 1988 in  Australien, Belgien, Dänemark, Deutschland, Frankreich, Irland, Italien, Japan, Kanada, Neuseeland, den Niederlanden, Norwegen, Österreich, Schweden, der Schweiz, Spanien, den Vereinigten Staaten und im Vereinigten Königreich.